# Porto de Bois
Porto de Bois, en galicien comme en espagnol, est une localité de la parroquia de San Xoán do Mato (gl) dans le municipio de Palas de Rei, comarque de Ulloa, province de Lugo, communauté autonome de Galice, au nord-ouest de l'Espagne.
Cette localité est traversée par le Camino francés du pèlerinage de Saint-Jacques-de-Compostelle.

## Patrimoine et culture

### Pèlerinage de Compostelle
Par le Camino francés du Pèlerinage de Saint-Jacques-de-Compostelle, le chemin vient de la localité de Casanova, dans le municipio de Palas de Rei.
La prochaine halte est la localité de A Campanilla (ou Campanilla), dans le même municipio de Palas de Rei.